# 鳥取神
鳥取神（トトリ）は日本神話に登場する女神。鳥耳神（トリミミ）、鳥甘神（トリカイ）ともする。

## 概要
『古事記』にのみ登場する国津神。八島牟遅能神の娘であり、大国主神の六番目の妻。名称は鳥取神の他に、鳥耳神（トリミミノカミ）、鳥甘神（トリカイノカミ）などとも表記する。
古代日本において鳥は人間の霊魂を運ぶと考えられ、その鳥を捕まえることは神事であり、名義は「鳥を捕まえること」と考えられる。

## 系譜

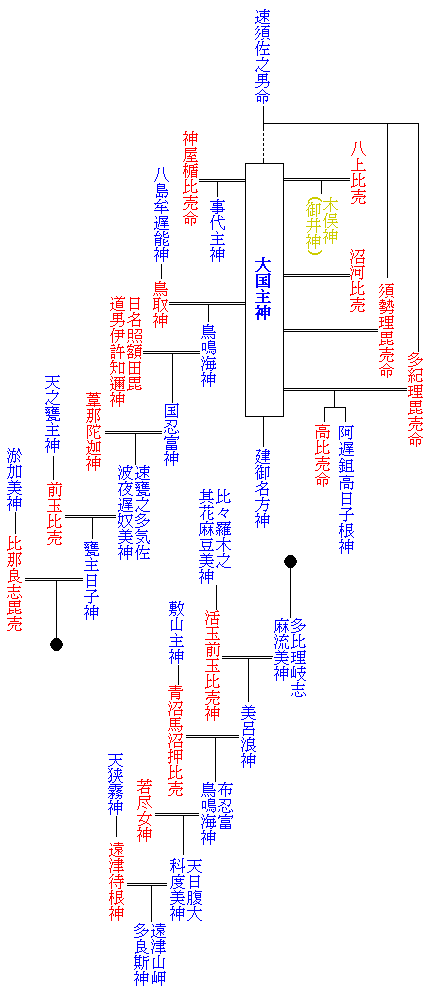
大国主の系図（『古事記』による）。青は男神、赤は女神、黄は性別不詳

八島牟遅能神の娘で、大国主神との間に鳥鳴海神をもうけた。